# Tingena homodoxa
Tingena homodoxa är en fjärilsart som först beskrevs av Edward Meyrick 1883c.  Tingena homodoxa ingår i släktet Tingena och familjen praktmalar. Inga underarter finns listade i Catalogue of Life.